# Naa Anang
Pour les articles homonymes, voir Anang.
Naa Adjeley Anang (née le 10 mars 1995 à Accra, au Ghana) est une athlète australienne, spécialiste du saut en longueur et du sprint.

## Carrière
Elle remporte la médaille de bronze lors Universiades de 2015. Son record est de 6,68 m obtenu en 2017 à La Chaux-de-Fonds. 

## Palmarès
| Date | Compétition                         | Lieu       | Résultat | Épreuve   | Temps   |
| ---- | ----------------------------------- | ---------- | -------- | --------- | ------- |
| 2011 | Jeux de la Jeunesse du Commonwealth | Douglas    | 2e       | Longueur  | 5,94 m  |
| 2015 | Universiade                         | Gwangju    | 3e       | Longueur  | 6,55 m  |
| 2018 | Jeux du Commonwealth                | Gold Coast | 9e       | Longueur  | 6,22 m  |
| 2019 | Relais mondiaux                     | Yokohama   | 6e       | 4 x 100 m | 44 s 62 |
| 2019 | Championnats d'Océanie              | Townsville | 2e       | 100 m     | 11 s 67 |
| 2019 | Championnats d'Océanie              | Townsville | 3e       | Longueur  | 6,44 m  |
| 2022 | Jeux du Commonwealth                | Birmingham | 3e       | 4 x 100 m | 43 s 16 |

## Records
| Épreuve   | Temps   | Lieu      | Date            |
| --------- | ------- | --------- | --------------- |
| 100 m     | 11 s 20 | Melbourne | 23 février 2023 |
| Longueur  | 6,81 m  | Sydney    | 7 avril 2019    |
| 4 x 100 m | 43 s 19 | Yokohama  | 11 mai 2019     |